# Ero furuncula
Espèce
Ero furuncula est une espèce d'araignées aranéomorphes de la famille des Mimetidae.

## Distribution
Cette espèce est endémique du Viêt Nam.

## Description
La femelle holotype mesure 4 mm.

## Publication originale
- Simon, 1909 : Étude sur les arachnides du Tonkin (1re partie). Bulletin Scientifique de la France et de la Belgique, vol. 42, p. 69-147 (texte intégral)